# Marcin Mielczewski
Marcin Mielczewski (ca. 1600-septiembre de 1651) fue —junto a su tutor, Franciszek Lilius y a Bartłomiej Pękiel— uno de los más notables compositores polacos del siglo XVII. En 1632 era compositor y músico en la capilla real de Varsovia, y en 1645 fue nombrado director de música de Carlos Fernando Vasa, duque de Opole, hermano del rey Vladislao IV Vasa.
Mielczewski murió en Varsovia en septiembre de 1651.

## Obra
Sus obras más conocidas se encuentran dentro del estilo concertato, y la mención de Szweykowski sobre «la forma en que las palabras obtienen toda su expresividad» sugiere que compuso obras vocales seculares además del conjunto de música sacra que se conserva. En su misa «O glorioso domina» y en una de sus canciones instrumentales, Mielczewski incluye melodías populares polacas. En el último caso se trata del primer uso documentado de la mazurka en música clásica.